# Guido Llinás
Guido Llinás Quintáns est un peintre et graveur cubain né le 21 mars 1923 à Pinar del Rio et mort le 4 juillet 2005 à Créteil.
Son œuvre est transatlantique, à la charnière entre l'abstraction gestuelle américaine, la tradition expressionniste européenne et l'art africain classique. Son œuvre se décompose en deux grandes périodes, avant et après son départ en exil en 1963. La première phase, cubaine, couvre en particulier ses années au sein du groupe d'avant-garde Los Once (Les Onze), qui défendait une peinture "non-objective", de type lyrique. La seconde période, la phase de maturité, est consacrée à la Peinture Noire, un style que Llinás a forgé dans les années 1960 et développé jusqu’à la fin de sa vie.

## La période cubaine: 1947-1963

### Jeunesse
Llinás grandit à Pinar del Río, ville principale de l'Ouest de l'île de Cuba, située dans la région de tabac, au sein d'une famille noire qui sut gravir rapidement la hiérarchie sociale après l'abolition de l'esclavage en 1886. Llinás écrit une thèse en pédagogie des arts qu'il présente en 1953. Jusque-là, il enseigne dans les alentours d'Artemisa dans une école primaire (qui allait jusqu'à 14 ans à Cuba), prenant des cours d'été de peinture académique.

### Premières expositions
Pendant ces années, Llinás fréquente de nombreux anarchistes, bien implantés en milieu scolaire. Encouragé par les critiques d'art Luis Dulzaides Noda et Joaquín Teixidor, il expose pour la première fois en 1947 au Centro Gallego, à La Havane, avec un groupe de peintres de moins de 30 ans, et participe à l'exposition inaugurale de l'importante revue Nuestro Tiempo en 1951.

### Los Once
Llinás accède à la notoriété  lors de la première exposition du groupe Los Once en avril 1953 à la Galerie La Rampa. Le groupe est composé de onze artistes, d'où son nom: les peintres René Ávila, José Ignacio Bermúdez, Hugo Consuegra, Viredo Espinosa, Fayad Jamís, Antonio Vidal; et les sculpteurs Francisco Antigua, Tomás Oliva, José A. Díaz Peláez, et le plus connu, Agustín Cárdenas. Peu après le groupe est rejoint par Raúl Martínez, qui deviendra célèbre pour son style pop socialiste dès les années 1960. Le groupe expose plusieurs fois pendant l'année 1953. Il organise en 1954 une Anti-Biennale -en opposition à une manifestation organisée conjointement par le dictateur espagnol Franco et son homologue cubain Batista- qui aura un certain retentissement. Mais dès 1955, Los Once se dissout en raison d'un conflit interne au sujet de la position à adopter face au gouvernement, dans une conjoncture où l'opposition contre Batista commence à s'activer. La plupart des membres continuent cependant à exposer, en utilisant le nom du groupe, jusqu'en janvier 1963. Les plus grands succès internationaux du groupe sont sans doute les expositions à New York, en 1955, et à Caracas, en 1957. Dore Ashton  écrit, dans un compte-rendu de l'exposition de New York: "The most decisive work in the show is by Guido Llinás, who paints in clear, flat colors and strong design, emphasizing the light of natural canvas"  Llinás lui-même participe deux fois à la Biennale de São Paulo, en 1959 et 1961.

### Voyages aux États-Unis et en Europe
Dès 1953, Llinás commence à voyager aux États-Unis, où il côtoie les œuvres de l'expressionnisme abstrait. Il s'intéresse en particulier à Willem de Kooning, Franz Kline et Robert Motherwell, mais aussi au color field de Clyfford Still et de Mark Rothko. Lui et Martínez, qui a fait des études à Chicago, sont les deux membres de Los Once qui sont les plus proches de l'école new-yorkaise. Mais dès 1957, Llinás commence à voyager aussi en Europe, où il s'imprègne de l'art informel, de l'œuvre de Pierre Soulages, et du nouveau réalisme. Après une année à la Maison de Cuba au sein de la Cité universitaire de Paris, il retourne à La Havane en 1959, pour aussitôt repartir à Paris, cette fois-ci avec une bourse du nouveau gouvernement révolutionnaire. À la suite de ce séjour, Llinás enseigne à l'École de l'architecture de La Havane et participe à diverses manifestations, jusqu'au moment où l'art abstrait commence à pâtir sérieusement des nouvelles directives de la politique culturelle révolutionnaire. En mai 1963, Llinás réussit à quitter Cuba grâce à l'aide de Robert Altmann, fils d'une famille de banquiers hambourgeois qui avait échoué à La Havane pendant la guerre, et qui allait devenir un important collectionneur, éditeur et mécène d'art cubain. Llinás fait déjà partie des peintres historiques cubains, mais à Paris il devra recommencer à zéro.

## La période parisienne: 1963-2005

### L'attrait de Paris
C'est à Paris que se situe l'œuvre de maturité de Llinás. Au début des années 1960, la ville n'est probablement plus la capitale artistique mondiale, mais elle garde beaucoup d’attraits pour Llinás. Les États-Unis, en particulier Miami, ne l'attirent guère, ne serait-ce qu'en raison de la ségrégation raciale. Miami est le haut lieu de la première vague d'émigration cubaine, très conservatrice, avec laquelle l'artiste, de sensibilité anarchiste, ne s'identifie guère; en outre, en matière d'art, la ville est encore très provinciale. À Paris, Llinás s'est déjà créé un certain réseau d'amis, depuis l'Angleterre jusqu'en Italie, en Espagne et en Allemagne. La ville est au cœur de l'Europe et Llinás voyagera beaucoup, tant dans les pays du Nord que dans le Sud. En outre, Paris accueille à cette époque une population grandissante d'origine africaine. Llinás visitera de nombreux musées ethnographiques, acquérant ainsi une grande connaissance de l'art africain classique,,,,.

### L'introduction des signes d'origine abakuá
Dès 1963, Llinás trouve un emploi à la galerie Denise René. Il y côtoie les artistes cinétiques latino-américains, mais s'oriente vers d'autres horizons. Avant de partir, il est chargé de collecter et de dessiner des signes abakuá, une société secrète afro-cubaine d'origine nigériane, pour un futur institut ethnologique. Il décide d'utiliser ce langage plastique lorsqu'il entre en contact avec le lettrisme parisien. Alors que Los Once était un groupe dans la stricte tradition avant-gardiste occidentale, Llinás s'inscrit désormais dans la lignée de Wifredo Lam -le pionnier de la peinture afro-caribéenne- en introduisant ce langage d'origine africaine tout en maintenant la gestuelle de l'action painting.

### La gravure
En même temps, Llinás commence à expérimenter avec la gravure sur bois, une activité qu'il maintiendra jusqu'à la fin de sa vie comme deuxième pilier de son œuvre. Il africanisera sa technique en utilisant une herminette africaine, achetée aux puces, qui remplacera la gouge ; la gravure rappellera ainsi la sculpture tout en s'ouvrant à une gestuelle proche de la peinture expressionniste. C'est à travers cette technique que Llinás, grand lecteur, continue son dialogue avec les poètes. Entre 1965 et 1980, il réalise plusieurs livres d'artistes avec quelques grands noms de la littérature latino-américaine et française, dont Julio Cortázar, José Lezama Lima, Severo Sarduy et Michel Butor, parmi d'autres. Les titres de ses œuvres sont des citations de poètes -Eliseo Diego, Lorenzo García Vega, Octavio Paz, etc.

### Le collage
Parallèlement, Llinás s'intéresse au collage, pratique que Los Once avait déjà cultivée. Llinás s'inspire des collages de Kline, mais aussi des décollages inventés par les affichistes du nouveau réalisme. Le collage, la gravure sur bois et la peinture à l'huile confluent dans ce que Llinás appellera, vers la fin de la décennie, la Peinture Noire.

### La Peinture noire

#### Définition
L'idée ne semble pas nouvelle ; on pensera à Soulages, mais aussi à la naissance d'un Black Art ou d'une esthétique noire aux États-Unis, même si les Black Paintings de Sam Gilliam commencent plus tard que la Peinture Noire de Llinás. Par ailleurs, l'artiste n'a jamais clairement défini le concept. Les carnets ou déclarations faites dans sa correspondance indiquent qu'il n'y a pas d'idéologie, il s'agirait avant tout de défendre le noir en tant que couleur. Il se range donc dans une longue lignée commençant par le Tintoret et allant jusqu'à Kline et Robert Rauschenberg en passant par El Greco, Francisco de Goya et les expressionnistes allemands. Mais la Peinture Noire possède au moins deux autres dimensions chez Llinás: d'une part, une vision de plus en plus tragique de l'histoire, et de l'autre, de manière moins apparente, la référence à la tradition africaine. Dans ses carnets Llinás cite Léopold Sédar Senghor, disant que « le Nègre remplace le Grec: rythme, contrastes violents, improvisation ». Au-delà de la couleur, il s’agit donc d’une tentative de combiner deux esthétiques contrastées en créant, dans une gestuelle violente, une polyrythmie basée sur l'improvisation.

#### La place de l'improvisation
Au début des années 1970, Llinás développe un procédé qui radicalisera l'automatisme hérité de l'expressionnisme abstrait, en laissant une grande marge au hasard. Après avoir couvert la toile de plusieurs couches de couleur, il applique du décapant qui à son tour sera arrosé d'un puissant jet d'eau, laissant la toile à l'état d'un mur écaillé, ravagé par les intempéries et couvert de toutes sortes de traces. Sur ce fond, il peint une série de signes d'origines abakuá, qui avec le temps se sont réduits à un lexique sommaire: la flèche, le cercle au sein duquel s'inscrit une croix, et dans les quartiers ainsi formés, d'autres petits cercles ou simplement des points. Llinás a dépouillé ce lexique de son contenu religieux et s’en sert à la manière des unités de base de l'abstraction géométrique: la croix indiquant l'horizontale et la verticale, la flèche correspondant à la ligne et le petit cercle, au point. Le jeu géométrique est utilisé dans un contexte d'improvisation et les signes sont dépouillés de leur valeur de langage symbolique.

#### Lesigne-forme
Dès 1965, Llinás participe à diverses manifestations du mouvement lettriste -dont le maître mot est le signe. Mais si chez les lettristes il apprend à multiplier les signes, chez les affichistes il apprend la fragmentation. Llinás finira par trouver le  "signe-forme", chargé d'une signification codée qu'on croit pouvoir déchiffrer, mais que l'automatisme, dicté par l'inconscient, met constamment en déroute. L'idée du décollage viendra se greffer sur ce développement: le signe -trace du geste du peintre- est, comme dans l'espace urbain auquel s'intéressent les affichistes, exposé à la destruction, l'effacement, l'oubli. La trace subsistant de ces signes est, à son tour, réinvestie d'imaginaire.

#### Une réflexion sur la mémoire
La Peinture Noire est traversée par une réflexion sur la mémoire, ses aléas, ses déformations, sa disparition. La mémoire dont elle parle est à la fois collective – la toile est une sorte de pan de mur sur lequel s'inscrivent des graffitis, tags, signes plus ou moins éphémères – et secrète, mue par la situation diasporique du peintre. Cette hantise de la mémoire se double d'une réflexion sur l'image, son destin, sa survie, et la visibilité de ce qui se trouve enfoui sous les couches de peinture qui s'accumulent comme les paquets d'affiches arrachés par Jacques Villeglé, Raymond Hains et Mimmo Rotella. Enfin, la tradition africaine représentée par les signes abakuá, mais aussi les traits, scarifications et dessins géométriques inspirés des masques et les peintures rupestres maliennes est elle aussi soumise à l'épreuve du temps. Ainsi s'obtient un jeu complexe où les trois rives atlantiques se font constamment écho. La Peinture Noire de Llinás se distingue des arts afro-américains -au sens continental du terme- par cette réflexion sur la mémoire et le refus du principe archéologique, selon lequel il serait possible de reconstruire les continuités d'un continent à l'autre. Llinás travaille davantage sur la fragmentation et la conjugaison des parties, sans pour autant vouloir recoller les morceaux. Dans un esprit proche de la musique, des styles improvisés comme le jazz, l'artiste ne cherche guère l'affrontement, mais l'entrelacement des mondes qui finissent par se superposer dans ses œuvres. C'est toujours un exercice périlleux, que Llinás assume pleinement. Parmi les peintres qu’il vénérait vers la fin de sa vie, c'est Bram van Velde, peintre de l'impossibilité de peindre, qui occupait une place de choix.